# Rajd Safari 1979
Rajd Safari (27. Safari Rally) – 27 Rajd Safari rozgrywany w Kenii w dniach 12-16 kwietnia. Była to czwarta runda Rajdowych mistrzostw świata w roku 1979. Rajd został rozegrany na nawierzchni szutrowej. Bazą rajdu było miasto Nairobi. 

## Wyniki końcowe rajdu[1]
| Msc. | Kierowca        | Pilot                 | Samochód             | Czas  | Strata | Grupa |
| ---- | --------------- | --------------------- | -------------------- | ----- | ------ | ----- |
| 1    | Shekhar Mehta   | Mike Doughty          | Datsun 160J          | 6:27  | 0.0    | 2     |
| 2.   | Hannu Mikkola   | Arne Hertz            | Mercedes 450 SLC 5.0 | 7:15  | +0:48  | 4     |
| 3.   | Markku Alén     | Ilkka Kivimäki        | Fiat 131 Abarth      | 7:20  | +0:53  | 4     |
| 4.   | Andrew Cowan    | Johnstone Syer        | Mercedes 280 E       | 7:36  | +1:09  | 2     |
| 5.   | Rauno Aaltonen  | Lofty Drews           | Datsun 160J          | 8:06  | +1:39  | 2     |
| 6.   | Björn Waldegård | Hans Thorszelius      | Mercedes 450 SLC 5.0 | 9:19  | +2:52  | 4     |
| 7.   | Mike Kirkland   | Dave Haworth          | Datsun 160J          | 9:34  | +3:07  | 2     |
| 8.   | Walter Röhrl    | Christian Geistdörfer | Fiat 131 Abarth      | 10:25 | +3:58  | 4     |
| 9.   | Harry Källström | Claes Billstam        | Datsun 160J          | 10:43 | +4:16  | 2     |
| 10.  | Sandro Munari   | Silvio Maiga          | Fiat 131 Abarth      | 11:33 | +5:06  | 2     |

## Wyniki po 4 rundach
Wyniki podają tylko pięć pierwszych miejsc.

### Klasyfikacja producentów
| Lp | Producent | Pkt. |
| -- | --------- | ---- |
| 1  | Ford      | 50   |
| 2  | Fiat      | 41   |
| 3  | Datsun    | 40   |
| 3  | Opel      | 22   |
| 5  | Lancia    | 18   |
| 5  | Saab      | 18   |

### Klasyfikacja kierowców
| Lp | Producent        | Pkt. |
| -- | ---------------- | ---- |
| 1  | Björn Waldegård  | 51   |
| 1  | Hannu Mikkola    | 51   |
| 3  | Markku Alén      | 34   |
| 4  | Bernard Darniche | 20   |
| 4  | Stig Blomqvist   | 20   |
| 4  | Shekhar Mehta    | 20   |